# Lijst van beelden in Zwijndrecht
Dit is een (onvolledige) chronologische lijst van beelden in Zwijndrecht. Onder een beeld wordt hier verstaan elk driedimensionaal kunstwerk in de openbare ruimte van de Nederlandse gemeente Zwijndrecht, waarbij beeld wordt gebruikt als verzamelbegrip voor sculpturen, standbeelden, installaties, gedenktekens en overige beeldhouwwerken.
Niet opgenomen in onderstaande lijst zijn de 55 beelden van het Beeldenpark Zwijndrecht dat onderdeel is van de Stichting Beeldenpark Drechtoevers.
Voor een volledig overzicht van de beschikbare afbeeldingen zie de categorie Beelden in Zwijndrecht op Wikimedia Commons.
| Geplaatst | Omschrijving                                       | Kunstenaar                               | Straat                                                         | Plaats      | Materiaal | Afbeelding        |
| --------- | -------------------------------------------------- | ---------------------------------------- | -------------------------------------------------------------- | ----------- | --------- | ----------------- |
| 1917      | Burg. de Bruïnelantaarn                            |                                          | Burgemeester de Bruïnelaan bij 25                              | Zwijndrecht |           |                   |
| 1948      | Bevrijdingsmonument                                | Cor van Kralingen                        | Raadhuisplein                                                  | Zwijndrecht |           |                   |
| 1956      | Wieder planter en oogster                          | Pieter d'Hont                            | Koninginneweg                                                  | Zwijndrecht |           |                   |
| 1958      | Prediker 4:9 en 10                                 | Huib Noorlander                          | Swanendrift                                                    | Zwijndrecht |           |                   |
| 1959      | Nijverheid                                         | onbekend                                 | Karel Doormanlaan                                              | Zwijndrecht |           |                   |
| 1966      | Prelaten in gesprek                                | Pieter d'Hont                            | Parklaan                                                       | Zwijndrecht |           |                   |
| 1967      | Beeldenfontein                                     | Pieter d'Hont                            | Burg.Doumaweg / Pieter Zeemanstraat                            | Zwijndrecht |           |                   |
| 1967      | Jacob en de Engel                                  | Renze Hettema                            | Maaspad / Balkenpad (Openluchtmuseum Beeldenpark Drechtoevers) | Zwijndrecht |           |                   |
| 1968      | Bizon                                              | Pieter d'Hont                            | Swanendrift                                                    | Zwijndrecht |           |                   |
| 1969      | Duif en regenboog                                  | Ger van Iersel                           | Develsingel                                                    | Zwijndrecht |           |                   |
| 1970      | Cyrano de Bergerac                                 | Hans Bayens                              | Develweg                                                       | Zwijndrecht |           |                   |
| 1970      | Zittend paar                                       | Paul Koning                              | Volgerland / Hoenderskade                                      | Zwijndrecht |           |                   |
| 1970      | Pony met kind                                      | Hans Bayens                              | Burg. Jansenlaan / Baljuwweg                                   | Zwijndrecht |           |                   |
| 1972      | Schoolkinderen (beeld niet meer aanwezig)          | Ruud Ringers                             | Buizerdstraat 8 (school)                                       | Zwijndrecht |           |                   |
| 1972      | Ontmoeting                                         | Frans van der Veld                       | Hoofdland 2, schoolplein                                       | Zwijndrecht |           |                   |
| 1974      | Speelplastiek (beeld niet meer aanwezig)           | Frans van der Veld                       | Buizerdstraat 8 (school)                                       | Zwijndrecht |           |                   |
| 1975      | Boegbeeld                                          | Arthur Spronken                          | Maasplein                                                      | Zwijndrecht |           |                   |
| 1975      | Springend meisje                                   | Frans van der Veld en Truus van der Veld | Van Karnebeekpad 6 (Daltonschool De Tandem)                    | Zwijndrecht |           |                   |
| 1978      | Volmaakt                                           | Maria Glandorf                           | Burg. Pijl Hogeweglaan/Parklaan                                | Zwijndrecht |           |                   |
| 1979      | Vogel                                              | Willy Blees                              | Beneluxlaan/Dollard                                            | Zwijndrecht |           |                   |
| 1984      | Pinguïns                                           | Fred Tuynman                             | Emminkhuizen/Kamphuizen                                        | Zwijndrecht |           |                   |
| 1988      | Gemini tango                                       | Lucien den Arend                         | Oranjeplein                                                    | Zwijndrecht | staal     |                   |
| 1989      | Pieter van Leeuwen (standbeeld)                    | Kees Verkade                             | Lindtsedijk 20 (Van Leeuwen Buizen)                            | Zwijndrecht |           | Niet toegankelijk |
| 1996      | De As                                              | Joseph Semah                             | Munnikenpark.                                                  | Zwijndrecht |           |                   |
| 1996      | Oorlogsmonument                                    |                                          | De Manning                                                     | Heerjansdam |           |                   |
| 1997      | Verstrekking van voeding, onderdak en gastvrijheid | Elly Hendrix                             | Albert Schweitzer Ziekenhuis, Langeweg 336                     | Zwijndrecht |           |                   |
|           | Daphne                                             | Nel Klaassen                             | Stationsplein                                                  | Zwijndrecht |           |                   |
|           | Drie koningen                                      | John Rädecker                            | Officiersvliet                                                 | Zwijndrecht |           |                   |
|           | De lus                                             | Cor van Gulik                            | Burg.Doumaweg/De Lus                                           | Zwijndrecht |           |                   |
|           | Vogels                                             | Willy Blees                              | Koninginneweg                                                  | Zwijndrecht |           |                   |
|           | zonder titel                                       | John Blake                               | Langeweg / hoek Sophialaan                                     | Zwijndrecht |           |                   |
|           | Walburgproject                                     | Lucien den Arend                         | Hoofdland                                                      | Zwijndrecht |           |                   |
|           | Walburgproject                                     | Lucien den Arend                         | Hoofdland                                                      | Zwijndrecht |           |                   |
|           | Muze achter de dijk                                | Theo ten Have                            | Norderstedtplein                                               | Zwijndrecht |           |                   |
|           | Slitsing en groei                                  | Ellen de Vos                             | Brugweg, bij benzinestation                                    | Zwijndrecht |           |                   |
|           | Beweging in de ruimte                              | Piet Killaars                            | Develpark / Develbrug                                          | Zwijndrecht |           |                   |
|           | Drijvende plastieken                               | Frans Peeters                            | Develpark / Develbrug                                          | Zwijndrecht | RVS       |                   |
|           | Papyrus                                            | Jan van Munster                          | Anjerstraat / Develweg                                         | Zwijndrecht |           |                   |
|           | Rustende Steen                                     | Beatrijs Schweitzer                      | Munnikensteeg                                                  | Zwijndrecht |           |                   |
|           | Vorm in beton                                      | Frans van der Veld                       | Develsingel                                                    | Zwijndrecht |           |                   |
| 2023      | Kunstwerk ter nagedachtenis aan René Kerkhoven     |                                          | Burgemeester Jansenlaan / Officiersvliet                       | Zwijndrecht | 2CV       |                   |